# Viaje del Winnipeg de 1939
La travesía del Winnipeg se denomina al viaje especial del barco Winnipeg transportando 2200 españoles republicanos exiliados tras la guerra civil española, hasta la llegada a Chile el 3 de septiembre de 1939. Dicho viaje fue gestionado por el cónsul poeta Pablo Neruda y el canciller Abraham Ortega Aguayo.
El propio presidente Pedro Aguirre Cerda —líder del Frente Popular— comprometió los esfuerzos del Estado para apoyar y financiar el traslado a Chile de un cierto número de refugiados españoles.

## Antecedentes
Durante los años previos a la guerra, Neruda se había desempeñado como cónsul de Chile en Barcelona y posteriormente en Madrid. Se sabía su simpatía por la causa republicana ya que había escrito el poema "España en el corazón". Tras finalizar la guerra civil española,  Neruda se entera de la condición de los refugiados españoles que se encuentran en campos de concentración franceses, hacinados y en condiciones miserables. La guerra había significado miles de desplazados del derrotado bando republicano, quienes carecían de una recepción en país alguno.

### Los campos de concentración en Francia
Tras la derrota, miles de republicanos se refugiaron en Francia, donde fueron retenidos en «campos de internamiento», verdaderos campos de concentración establecidos por las autoridades francesas, llegando a encerrar a cerca de 550 000 españoles que huían de la represión franquista. La mayoría se construyeron a toda prisa cerca de la frontera, en forma de barracones o de zonas vigiladas bajo la intemperie, y no disponían de agua potable ni de las mínimas condiciones higiénicas. A los prisioneros apenas se les daba comida, y nunca se les ofreció agua potable ni ropa de abrigo o para refugiarse del viento. Muchos murieron de desnutrición, enfermedades diversas, durante torturas o asesinados.

## Organización del viaje

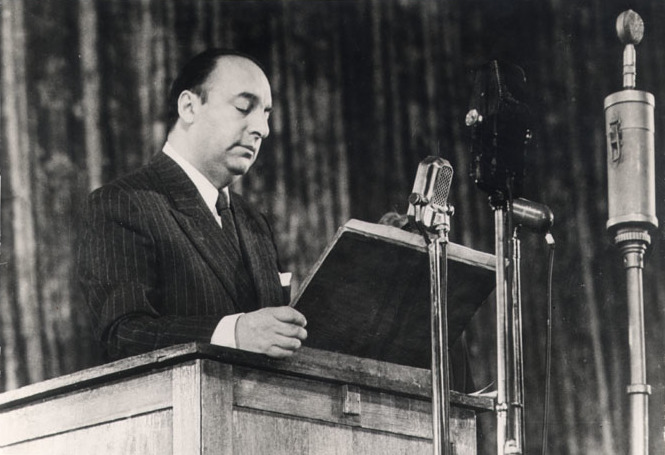
Pablo Neruda.

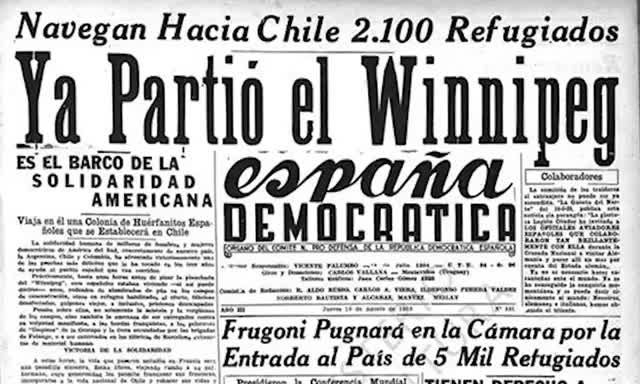
Publicación del viaje del SS Winnipeg en periódico uruguayo "España Democrática" (1939).

El poeta Pablo Neruda, que en ese entonces se encontraba en Chile, sensibilizado por la situación de los españoles, decide embarcarse en una empresa que comprendía trasladar a cerca de 2500 refugiados desde Francia hacia Chile. Antes de trabajar en Francia, Pablo Neruda se había desempeñado como cónsul de Chile en España. Motivado por la amistad entre ambos países, su amor por España, y gracias al auspicio del presidente chileno Pedro Aguirre Cerda (al que le agradaba la idea de traer trabajadores y hombres de esfuerzo al país, capacitados en las más diversas áreas), el poeta decide organizar este viaje. El presidente lo nombró cónsul especial de emigración española en el país galo.
A pesar de que el buque era un viejo carguero francés que normalmente no llevaba más de 20 personas, fue adaptado para acomodar a los de 2200 refugiados españoles. Esta modificación, fue llevada a cabo por el Servicio de Evacuación de Refugiados Españoles (SERE), entre los meses de junio y julio de 1939 en los astilleros de El Havre.
Como Cónsul Delegado para la Inmigración Española, Neruda participa activamente en la organización de la travesía del Winnipeg, como reunir a las familias separadas por la guerra. Además de la colaboración de sus amigos escritores artistas, lo ayuda su esposa Delia del Carril. Antes de llegar a Francia, Neruda pasó por Buenos Aires, Rosario y Montevideo, ciudades en las que concitó la colaboración de los organismos solidarios argentinos y uruguayos que participaron en el financiamiento de esta empresa migratoria.
En el folleto llamado «Chile os acoge» dirigido a los republicanos exiliados en Francia en 1939, se incluye el siguiente texto de Neruda:

Españoles:
Tal vez de toda la vasta América fue Chile para vosotros la región mas remota.
También lo fue para vuestros antepasados.
Muchos peligros y mucha miseria sobrellevaron los conquistadores españoles. Durante trescientos años vivieron en continua batalla contra los indomables araucanos.
De aquella dura existencia queda una raza acostumbrada a las dificultades de la vida. Chile dista mucho de ser un paraíso. Nuestra tierra solo entrega su esfuerzo a quien la trabaja duramente.
Republicanos:
Nuestro país os recibe con cordial acogida. Vuestro heroísmo y vuestra tragedia han conmovido a nuestro pueblo. Pero tenéis ante vosotros solo una perspectiva de labor, que puede ser fecunda, para bien de vuestra nueva patria, amparada por su gobierno de base popular.

## Contexto político

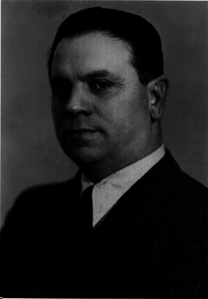
Abraham Ortega en 1938.

Además de Pablo Neruda, otro de los gestores del viaje fue Abraham Ortega Aguayo —ministro de Relaciones Exteriores y Comercio en el periodo de Pedro Aguirre Cerda— quien, según lo planteado por el mismo Neruda en sus memorias Confieso que he vivido, mientas él preparaba el traslado de refugiados en la ciudad de París, recibió un telegrama del presidente Aguirre Cerda ordenando la cancelación del proyecto. Descolocado por dicha ordenanza, el poeta realizó un llamado telefónico hacia Chile con la intención de confirmar la información y decidido a expresar su absoluto rechazo ante esta medida. El llamado telefónico fue contestado por Abraham Ortega, quien al día siguiente presentó su renuncia al gabinete, manifestando su disconformidad con la decisión tomada por el presidente.[cita requerida]
La renuncia de Ortega Aguayo generó revuelo al interior del gobierno del Frente Popular y provocó que finalmente Aguirre Cerda cambiara de parecer, haciendo caso omiso a las presiones hechas por sectores conservadores, quienes se oponían a la llegada de españoles adherentes al gobierno republicano. Una vez comunicado esto a Pablo Neruda, el plan de migración siguió su curso, tal y como había sido planificado. Una de las formas para burlar las críticas políticas y la orden presidencial de traer «sólo artesanos y trabajadores» fue hacer declarar a los refugiados destacados, profesiones y oficios de bajo perfil.[cita requerida]

## El viaje

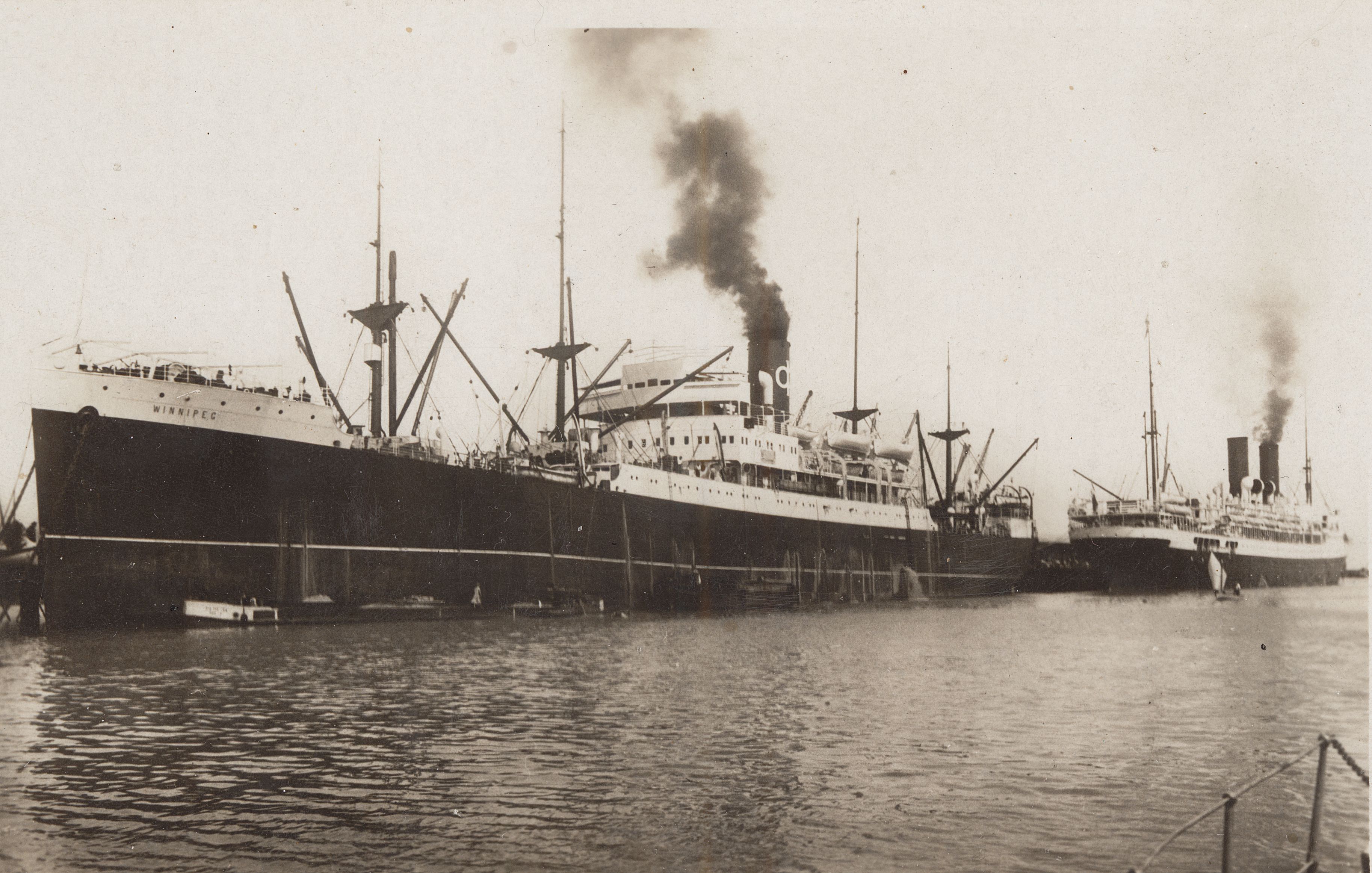
El Winnipeg en 1939.

El Winnipeg zarpó del puerto fluvial de Pauillac la mañana del 4 de agosto de 1939. La noche que el Winnipeg elevó anclas, Pablo Neruda escribió lo siguiente, recordado en sus Memorias:

Que la crítica borre toda mi poesía, si le parece. Pero este poema, que hoy recuerdo, no podrá borrarlo nadie.
Pablo Neruda, Trompeloup, 4 de agosto de 1939.

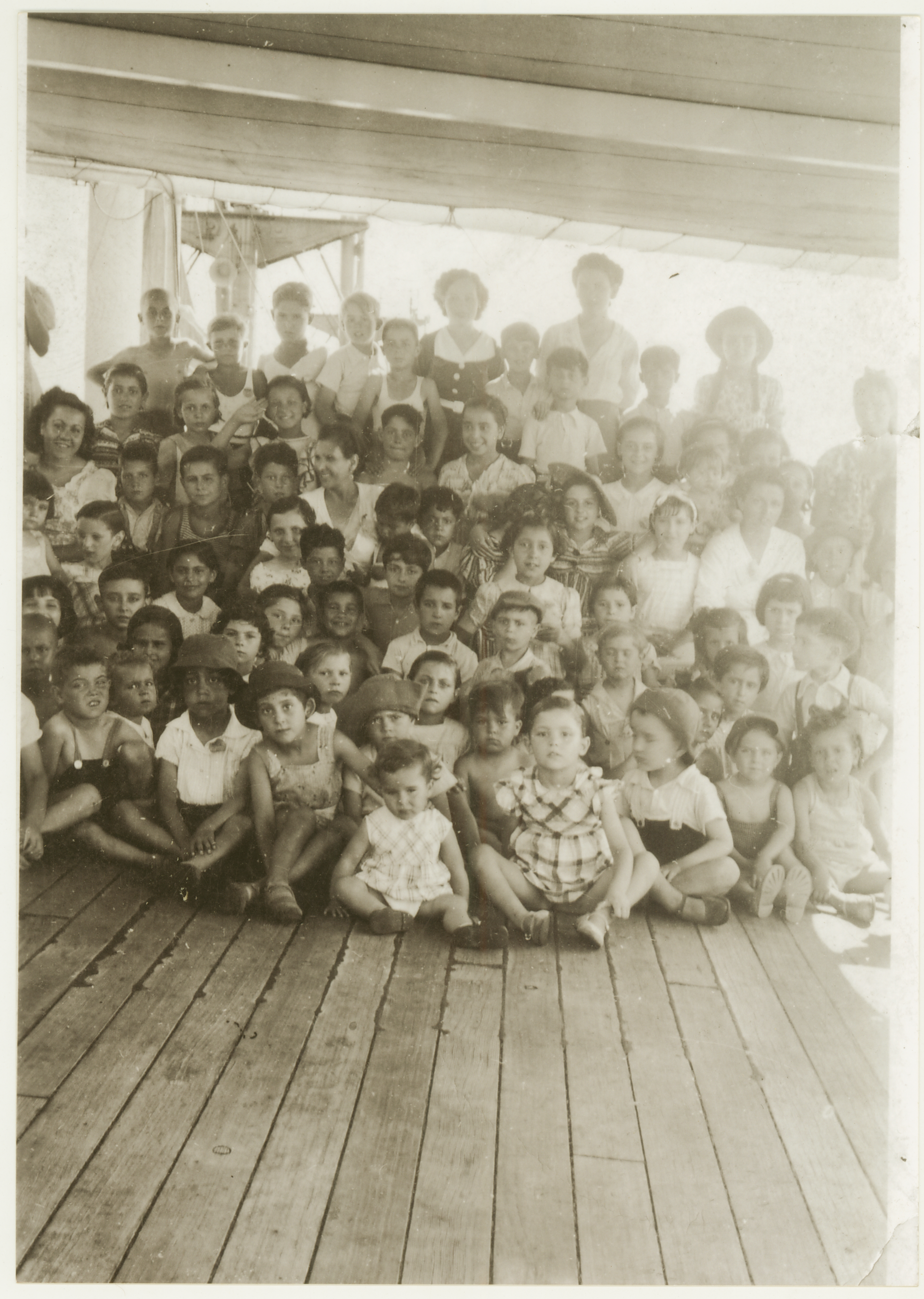
Niños pasajeros del Winnipeg.

El viaje a Chile duró 30 días, y los últimos días de navegación los hizo cerca de la costa y a oscuras, por temor a sufrir atentados de submarinos alemanes. El 26 de agosto de 1939 el barco atracó en Arica, en donde descendieron un grupo de pasajeros que se instalaron en dicha ciudad del norte de Chile; la tarde-noche del 2 de septiembre, el Winnipeg atracó en el puerto de Valparaíso.
El 2 de septiembre de 1939 el Winnipeg atraca en el puerto de Valparaíso, Chile. Al día siguiente desembarcan los españoles y son recibidos por las autoridades chilenas. El ministro de Sanidad de ese entonces, Salvador Allende, se encontraba entre estas autoridades, organizando la vacunación contra el tifus. Aunque previamente algunos se habían bajado en el puerto de Arica, norte de Chile, unos días antes, decidiendo comenzar una nueva vida. Como forma de agradecer la generosidad de Chile y, en especial, la del Presidente Pedro Aguirre Cerda, los inmigrantes cuelgan del barco una gran telón con el rostro del presidente pintado sobre él.
Un grupo de ellos se quedó en Valparaíso, otro grupo abordó un tren directamente a la Argentina, y el grupo mayoritario viajó en tren a Santiago, donde también se les tributó un cariñoso recibimiento.

## Aportes en la sociedad chilena

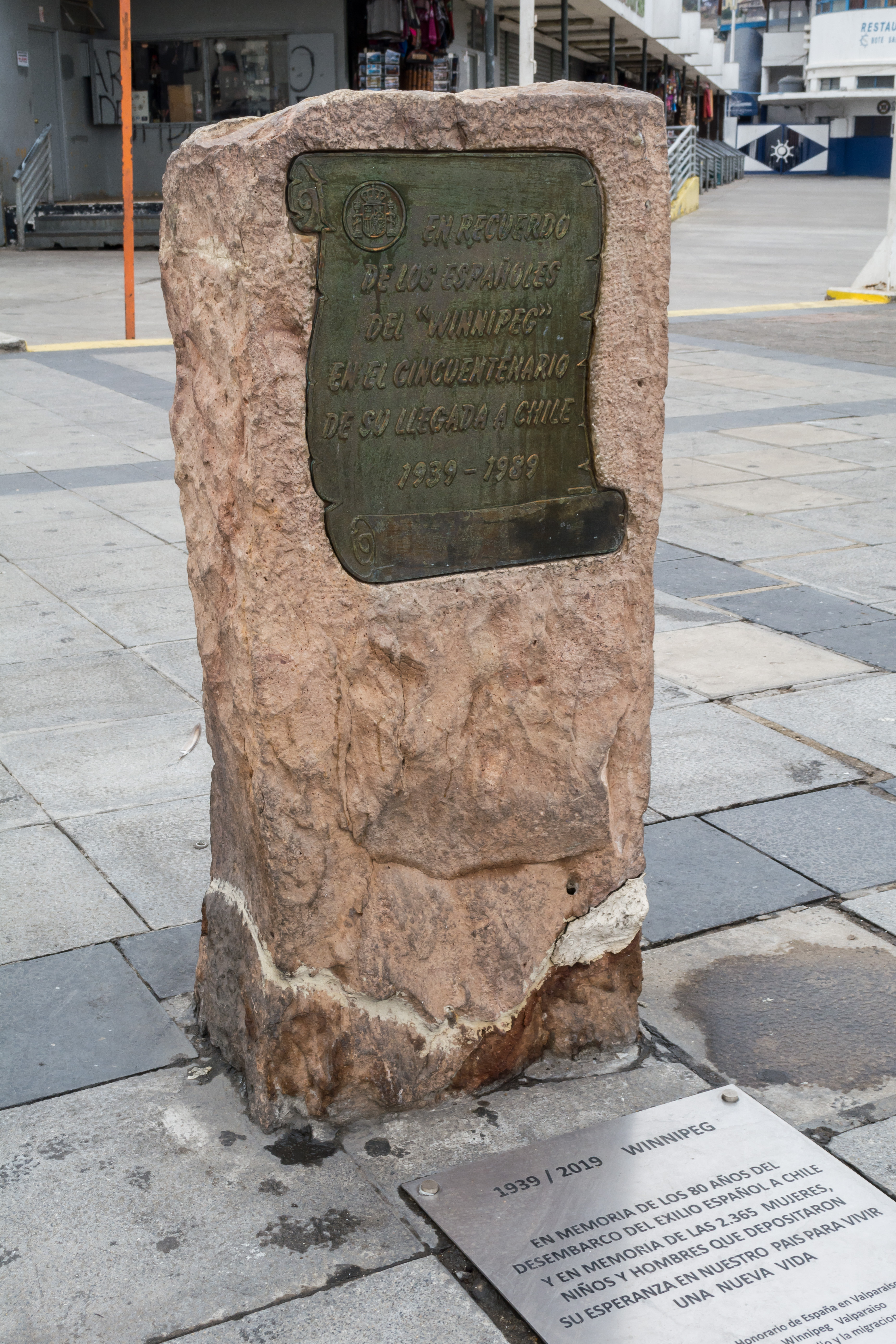
Monumento a los españoles del Winnipeg, en el muelle Prat de Valparaíso.

La mayoría de los españoles que desembarcaron del Winnipeg permanecieron en Chile. Años más tarde sus descendientes también llegarían desde Europa a Chile para reunirse con sus familiares y construir sus vidas en América. Dentro de los más destacados están Leopoldo Castedo y su aporte a la Historia de Chile, los artistas Roser Bru y José Balmes, entre otros. Los descendientes de los viajeros también tendrán destacada participación en las artes, los deportes, y el comercio.

### Pasajeros destacados
Entre las personas que llegaron a Chile embarcados en el Winnipeg se encuentran:
- José Ricardo Morales, dramaturgo y ensayista.
- Mauricio Amster, tipógrafo.
- Agnes América Winnipeg Alonso Bollada, primera nacida en la travesía.
- José Balmes, pintor.
- Roser Bru, pintora.[2]
- Leopoldo Castedo, historiador.
- Isidro Corbinos, profesor y periodista.
- Elena Gómez de la Serna, publicista y periodista española.
- Montserrat Julió Nonell, actriz de teatro y cine, directora y escritora, si bien estudió en Chile desarrolló su carrera en España.
- Diana Pey, pianista y compositora.
- Víctor Pey, ingeniero, profesor y empresario.